# Sanie la Jocurile Olimpice de iarnă din 2022
Probele sportive de sanie la Jocurile Olimpice de iarnă din 2022 s-au desfășurat în perioada 4-10 februarie 2022 la Beijing, China la Pista de bob, skeleton și sanie Xiaohaituo.

## Sumar medalii

### Clasament pe țări
| Loc   | Țară     | Aur | Argint | Bronz | Total |
| ----- | -------- | --- | ------ | ----- | ----- |
| 1     | Germania | 4   | 2      | 0     | 6     |
| 2     | Austria  | 0   | 2      | 1     | 3     |
| 3     | Italia   | 0   | 0      | 1     | 1     |
| 3     | COR      | 0   | 0      | 1     | 1     |
| 3     | Letonia  | 0   | 0      | 1     | 1     |
| Total | Total    | 4   | 4      | 4     | 12    |

### Probe sportive
| Probă sportivă            | Aur                                                                            | Aur      | Argint                                                                  | Argint   | Bronz                                                                     | Bronz    |
| Simplu masculin detalii   | Johannes Ludwig · Germania                                                     | 3:48,735 | Wolfgang Kindl · Austria                                                | 3:48,895 | Dominik Fischnaller · Italia                                              | 3:49,686 |
| Simplu feminin detalii    | Natalie Geisenberger · Germania                                                | 3:53,454 | Anna Berreiter · Germania                                               | 3:53,947 | Tatiana Ivanova COR                                                       | 3:54,507 |
| Dublu detalii             | Tobias Wendl · Tobias Arlt · Germania                                          | 1:56,554 | Toni Eggert · Sascha Benecken · Germania                                | 1:56,653 | Thomas Steu · Lorenz Koller · Austria                                     | 1:57,065 |
| Ștafetă pe echipe detalii | Germania · Natalie Geisenberger · Johannes Ludwig · Tobias Wendl · Tobias Arlt | 3:03,406 | Austria · Madeleine Egle · Wolfgang Kindl · Thomas Steu · Lorenz Koller | 3:03,486 | Letonia · Elīza Tīruma · Kristers Aparjods · Mārtiņš Bots · Roberts Plūme | 3:04,354 |